# Татарко Костянтин Іларіонович
Костянти́н Іларіо́нович Тата́рко (10 травня 1903, село Головач, нині Полтавський район, Полтавська область—1986) — український зоолог, морфолог і мовознавець, кандидат біологічних наук, доцент.

## З життєппису
У 1926—1927 роках — співробітник зоологічної секції природничого відділу Інституту української наукової мови ВУАН. У 1936—1939 роках — старший науковий співробітник відділу морфології Інституту зоології та біології ВУАН. У 1941 році — науковий співробітник Карадазької біологічної станції.
У праці «Історична тяглість розвитку української наукової термінології» зазначено, що Костянтин Татарко був репресований у 1927 році і після відбуття 25 років на засланні йому пощастило повернутися зі сталінських таборів (тобто на початку 1950-х років). Однак, щонайменше з 1936 року він працював у Києві (див. вище), також за даними ОБД-Меморіал з початком німецько-радянської війни він був мобілізований 11 липня 1941 року Сталінським РВК, Українська РСР, Київська область, м. Київ. Служив техніком-інтендантом 1-го ранга 55 омсб 4-ї стрілкової дивізії 12-ї армії. 23 липня 1942 року потрапив у полон. Згодом був звільнений.
Працював у Білоцерківському сільськогосподарському інституті, викладав на зоотехнічному факультеті іхтіологію. За даними цього закладу заарештований 6 листопада 1946 року. Засуджений 12 березня 1947 року на 10 років. Реабілітований 28 травня 1957 року. 
Після повернення із ув'язнення працював старшим науковим співробітником Інституту гідробіології НАН України.
Національна бібліотека Білорусі указує роком смерті Костянтина Татарка 1986. На сайті Національної бібліотеки України імені В. І. Вернадського рік смерті указаний як невідомий. Людмила Симоненко вказує, що після повернення із сталінських таборів йому вдалося у 1983 році здійснити свою заповітну мрію — видати зоологічний словник. 13 грудня 1988 року він був нагороджений Державною премією Української РСР в галузі науки і техніки посмертно.

## Нагороди

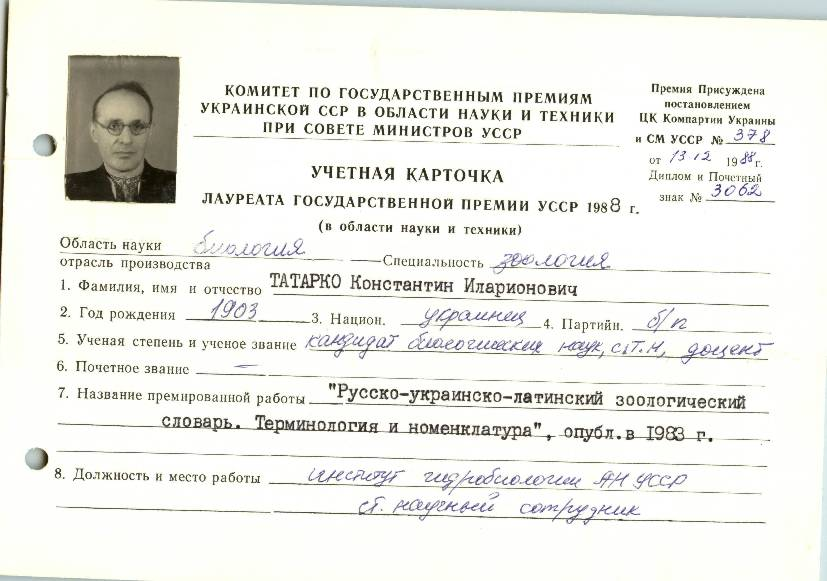
Облікова картка Лауреата Державної премії України Татарка Костянтина Іларіоновича

- Державна премія України в галузі науки і техніки (1988) — за «Російсько-українсько-латинський зоологічний словник. Термінологія і номенклатура», опублікований у 1983 році (спільно з Олександром Маркевичем)[9].

## Праці
- О. П. Маркевич, К. І. Татарко. Російсько-українсько-латинський зоологічний словник. Термінологія і номенклатура. — Київ : Наукова думка, 1983. Татарку належить розділ «Термінологія», до якого введено низку нових термінів: вітрильник (рос. велигер), ворочок (рос. кубьника), лежанка (рос. лежка) та інші[6].
- М. Шарлемань, К. Татарко. Словник зоологічної номенклатури. Ч. 2: Назви хребетних тварин. Mammalia — Reptilia — Amphibia — Pisces. — Державне видавництво України, 1927.